# Jurij Lederman
Jurij Lederman, född 2 juni 1946, är en svensk skådespelare och teaterregissör.
Lederman studerade vid den statliga teaterhögskolan i Warszawa. Han är grundare och chef för Teaterstudio Lederman.

## Filmografi
- 1973 – Någonstans i Sverige (TV-serie)
- 1990 – Fiendens fiende (TV-serie)
- 1995 – Anmäld försvunnen (TV-serie)
- 1995 – Snoken (TV-serie)
- 1996 – Ett sorts Hades (TV-teater)

## Teater

### Roller (ej komplett)
| År   | Roll               | Produktion                                                    | Regi           | Teater                 |
| ---- | ------------------ | ------------------------------------------------------------- | -------------- | ---------------------- |
| 1969 | Yakov              | Spelman på taket Sheldon Harnick, Joseph Stein och Jerry Bock | Henny Mürer    | Stockholms stadsteater |
| 1975 |                    | Utvandrare (Emigranci) Slawomir Mrozeck                       | Axelle Axell   | Riksteatern            |
| 1979 | Biskop Walsham How | Elefantmannen Bernard Pomerance                               | Jurij Lederman | Stockholms stadsteater |

### Regi (ej komplett)
| År   | Produktion                     | Upphovsmän                                  | Teater                 |
| ---- | ------------------------------ | ------------------------------------------- | ---------------------- |
| 1979 | Elefantmannen The Elephant Man | Bernard Pomerance Översättning Sigbrit Mann | Stockholms stadsteater |